# Michthyops theeli
Michthyops theeli är en kräftdjursart som först beskrevs av Axel Ohlin 1901.  Michthyops theeli ingår i släktet Michthyops och familjen Mysidae. Inga underarter finns listade i Catalogue of Life.